# The Red Lily
Pour plus de détails, voir Fiche technique et Distribution.
The Red Lily est un film muet américain réalisé par Fred Niblo et sorti en 1924.

## Synopsis
Deux jeunes amoureux, Jean Leonnec et Marise La Noue, face à la désapprobation de leurs familles, s'enfuient à Paris. Alors que Jean s'apprête à organiser leur mariage, il est arrêté pour un vol commis à l'encontre de son père. Le couple est séparé. Elle devient une prostituée connue sous le nom de "Red Lily", il suit les conseils de Bo-Bo (interprété par Wallace Berry). Commence alors une errance dans les taudis de la basse société française.

## Fiche technique
- Réalisation : Fred Niblo
- Scénario : Bess Meredyth, d'après une histoire de Fred Niblo
- Chef-opérateur : Victor Milner
- Montage : Lloyd Nosler
- Production : Fred Niblo pour Metro-Goldwyn-Mayer
- Durée : 81 minutes
- Date de sortie : 
  - États-Unis : 8 septembre 1924

## Distribution
- Ramón Novarro : Jean Leonnec
- Enid Bennett : Marise La Noue
- Frank Currier : Hugo Leonnec
- Mitchell Lewis : D'Agut
- Rosita Marstini : Madame Charpied
- Sidney Franklin : Mr Charpied
- Wallace Beery : Bo-Bo
- George Nichols : le concierge
- Emily Fitzroy : Mama Bouchard
- George Periolat : Papa Bouchard
- Rosemary Theby : Nana
- Milla Davenport : Madame Poussot
- Gibson Gowland : le Turc
- Dick Sutherland : The Toad
- John George
- William Gould
- Eduardo Samaniego